# Тацишув
Тацишув (пол. Taciszów) — село в Польщі, у гміні Рудзінець Гливицького повіту Сілезького воєводства.
Населення — 531 особа (2011).
У 1975—1998 роках село належало до Катовицького воєводства.

## Демографія
Демографічна структура станом на 31 березня 2011 року:
|          | Загалом | Допрацездатний вік | Працездатний вік | Постпрацездатний вік |
| -------- | ------- | ------------------ | ---------------- | -------------------- |
| Чоловіки | 255     | 41                 | 175              | 39                   |
| Жінки    | 276     | 32                 | 176              | 68                   |
| Разом    | 531     | 73                 | 351              | 107                  |